# Nuraghe Nolza
Le nuraghe Nolza est un nuraghe situé dans la municipalité de Meana Sardo, dans la province de Nuoro, en Sardaigne, en Italie.

## Situation
Le nuraghe Nolza est situé sur une colline dite Cuccurru Nolza.

## Description
Le nuraghe est de type complexe à quatre lobes. La tour principale a une hauteur d'environ 13 m.

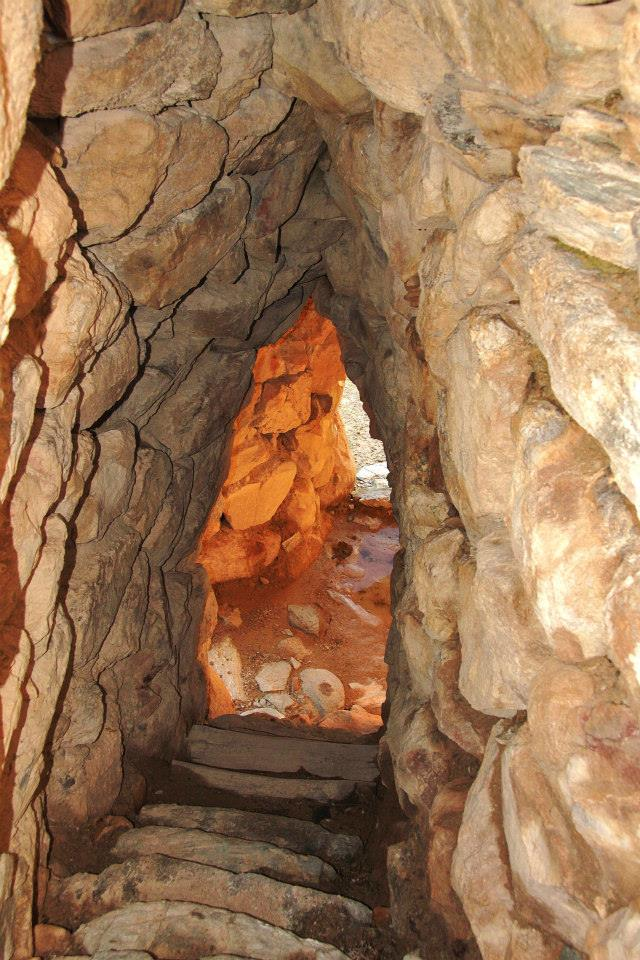
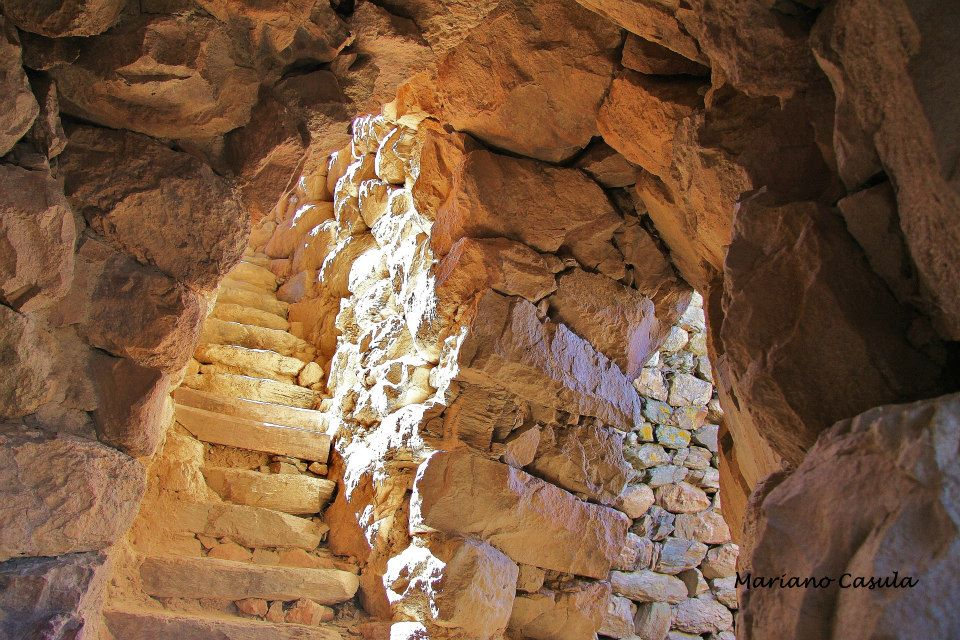
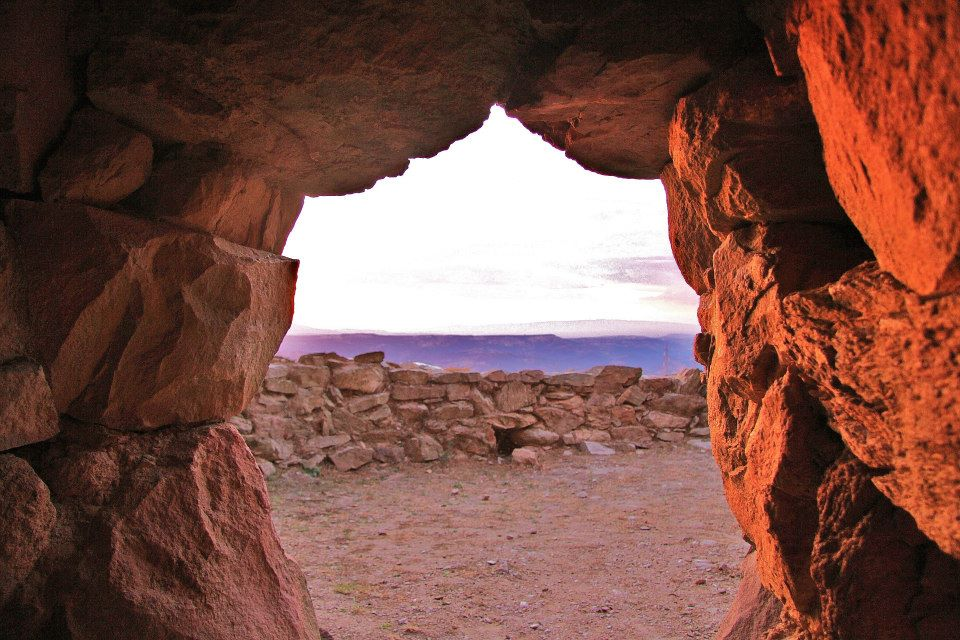

Autour du nuraghe s'étend un village d'environ 2,5 hectares.